# Marabunta
Marabunta est un mot espagnol qui désigne une migration massive et destructrice de fourmis légionnaires.

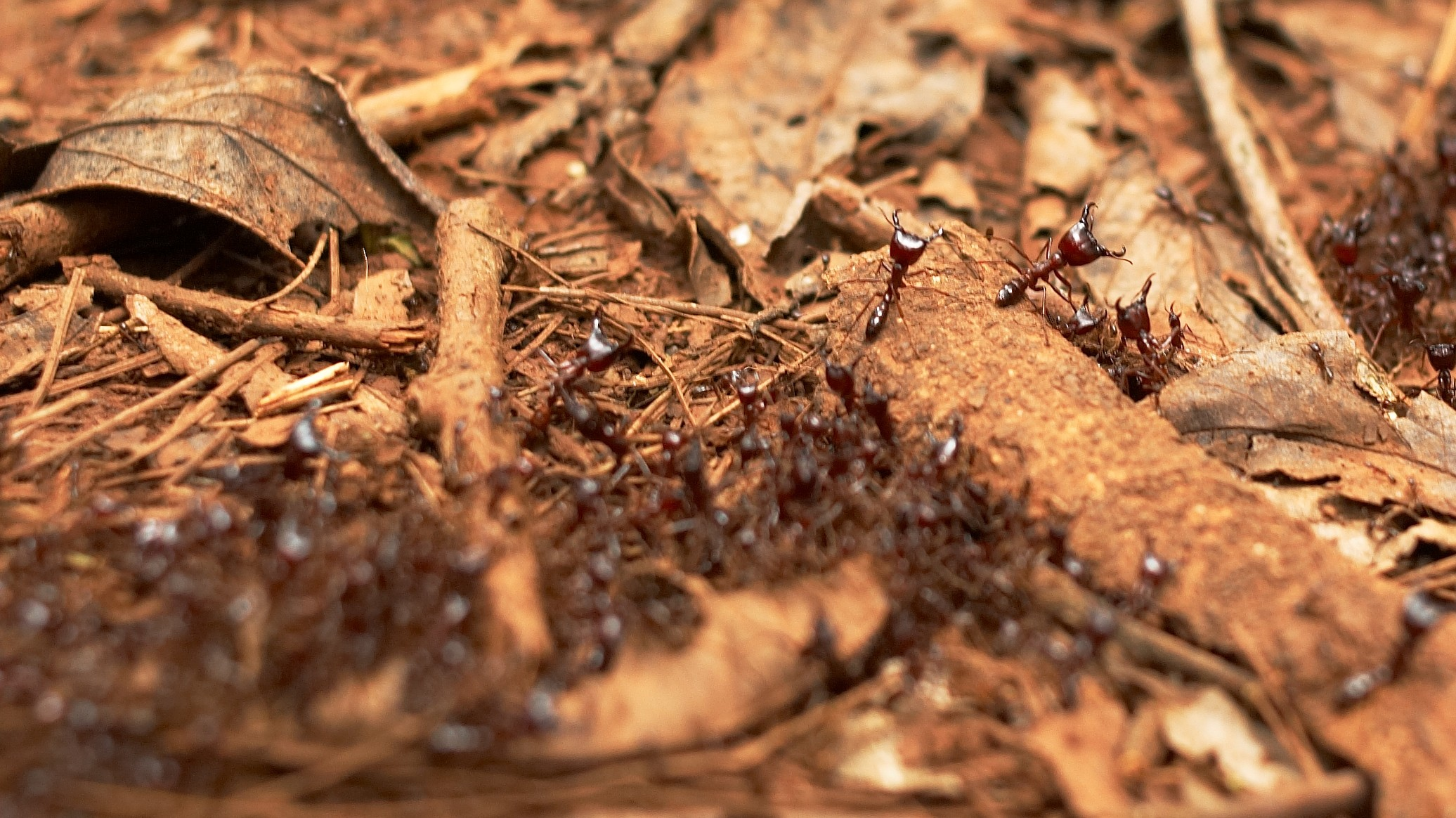
Fourmis du genre Dorylus en déplacement dans une forêt du Kenya.

Le phénomène est causé par le cycle de développement spécifique des larves de fourmis légionnaires et peut causer des dégâts très importants sur son passage.
Il est représenté à de nombreuses reprises dans la culture populaire, notamment dans des œuvres traitant de la forêt amazonienne.

## Espèces concernées
Marabunta n'est pas le nom spécifique d'une espèce de fourmi, mais désigne le déplacement dévastateur des fourmis légionnaires (taocas en portugais brésilien), en particulier celles du genre Eciton, vivant en Amérique centrale et en Amérique du Sud.

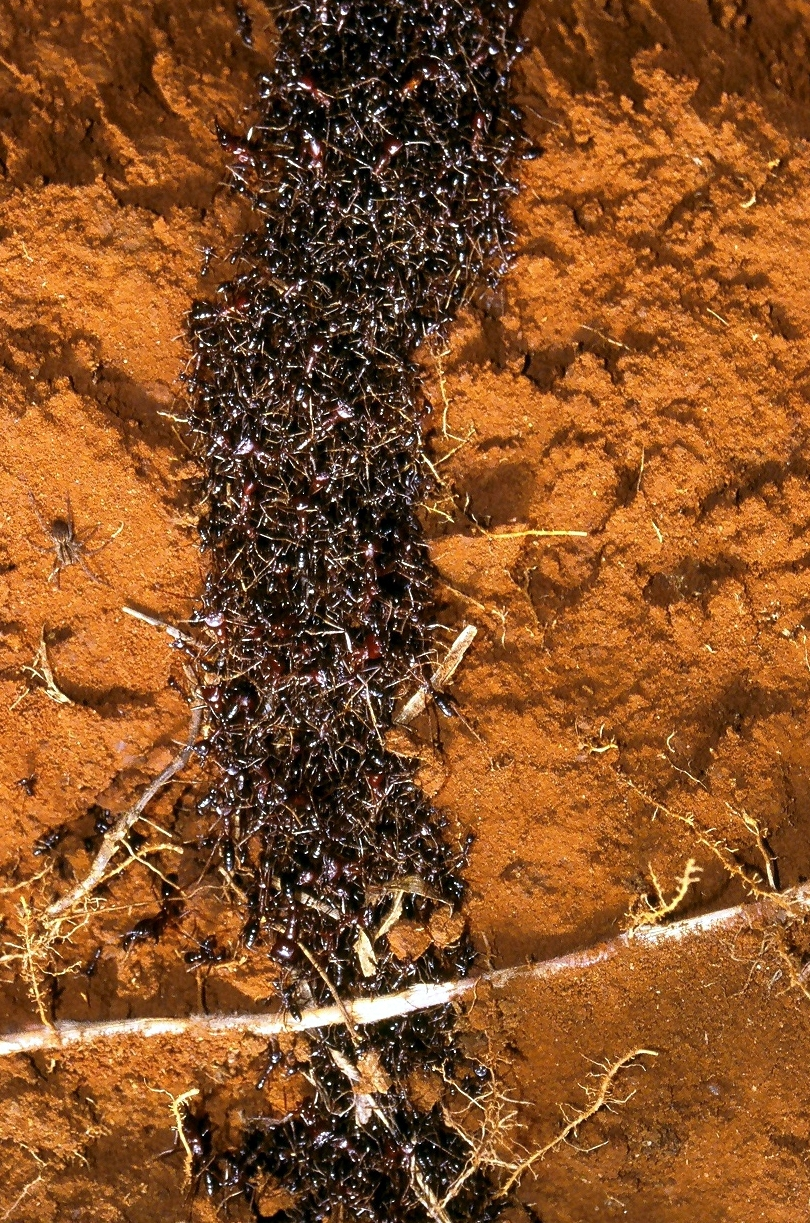
Fourmis légionnaires en déplacement.

Dans la famille des Formicidae américaines, ce comportement est commun à plusieurs sous-familles, comme les Ponerinae, les Leptanilloïdinae, les Leptanillinae, et les Ecitoninae.
Le mot marabunta peut aussi désigner une espèce de fourmi en particulier : la Cheliomyrmex andicola (de), de la sous-famille des Ecitoninae, qui vit principalement sous la terre dans les jungles tropicales d'Amérique. Elle est de couleur rougeâtre et de taille moyenne. Ses mandibules sont de grands crochets dentelés qui lui permettent de s'accrocher à ses proies. Sa piqûre est extrêmement douloureuse, irritante et paralysante, la douleur ressemble à celle provoquée par les « fourmis de feu ».

## Causes et début de la migration
La fourmi légionnaire a un cycle de vie qui diffère de celui des autres espèces de fourmis, exclusivement sédentaires. Pendant vingt jours, les jeunes fourmis protègent leur reine en formant un essaim (ou « bivouac ») sédentaire. Puis, après l'éclosion des larves, qui provoque une augmentation considérable de la demande en nourriture, toute la colonie (qui peut compter jusqu'à 500 000 individus) se met en marche, car le mode de vie sédentaire ne parvient plus à fournir assez de nourriture.

## Observations et description
Lorsqu'une colonie avance, elle est réputée pour son agressivité, son passage étant dévastateur. La colonie ne se déplace pourtant qu'à une vitesse de 200 m sur 24 h, mais la progression est implacable, les fourmis franchissant même les petits cours d'eau en formant des ponts et des radeaux de leurs corps. Armand Reclus, voyageur et explorateur français du XIXe siècle, décrit ainsi le passage de la marabunta, auquel il a assisté pendant son exploration de l'isthme de Panama, avant le percement du canal :
« On dirait un tapis brunâtre et vivant qui se meut et s'agite tout en restant adhérent au sol dont il dessine les moindres accidents… Leurs noires légions couvrent jusqu'à cent pieds carrés de terrain ; elles ne connaissent ni obstacles ni ennemis ; où elles ont passé, il ne reste plus rien : de tout animal au-dessous de la taille d'un rat, il ne faut que cinq minutes pour faire un squelette admirablement nettoyé ; une couvée de poussins n'a pas le temps de s'enfuir, les chiens et les porcs se sauvent éperdus. Quand elles s'approchent d'une maison, il faut leur laisser la place : par les fentes des portes, des fenêtres, des murs, par les interstices des toits, elles envahissent le logis, elles pénètrent partout ; bienheureux si l'on peut, à la hâte, sauver les victuailles ; par contre, une ou deux heures après, on retrouve la case absolument purgée de toutes les vermines qui l'infestaient. Une visite de cazadores est le meilleur des balayages. »
— Armand Reclus, Panama et Darien : voyages d'exploration, Librairie Hachette et Cie, 1881 (pp. 315-316)
Le phénomène est observé par Dana et Ginger Lamb, un jeune couple d'aventuriers, qui traversent dans les années 1950 la jungle d'Amérique centrale. Ils décrivent comment les fourmis précédées d'éclaireurs ont envahi leur camp, situé à côté d'une petite rivière. Ils se réfugient sur l'autre rive, d'où ils observent la marabunta. Les fourmis progressent en groupe organisé, en transportant et en se passant de l'une à l'autre leur couvain et leurs larves, formant des ponts de leurs corps pour franchir les obstacles, mangeant tout produit comestible, et essayant même de traverser le feu pour atteindre le gibier en train de cuire,.
La taille de la marabunta peut atteindre 20 m de large et 200 m de long. Cependant l'effet bénéfique de la marabunta est souligné par Armand Reclus : selon lui, « toutes les autres « plaies » tropicales non microscopiques disparaissent momentanément ».
L'image d'une telle armée de fourmis a souvent alimenté l'imagination de divers scénaristes de cinéma comme dans Quand la Marabunta gronde (The Naked Jungle, 1954) ou Indiana Jones et le Royaume du crâne de cristal (Indiana Jones and the Kingdom of the Crystal Skull, 2008). Mais cette avancée ne représente aucun risque pour les humains. Les proies principales des fourmis restent divers arthropodes : insectes, araignées, scorpions... D'autres petits animaux peuvent servir de proies, mais les mandibules des fourmis ne sont pas assez puissantes pour découper la peau et la viande d'animaux plus gros.
L'avancée d'une marabunta attire d'autres animaux, tels que oiseaux, lézards et même des poissons, qui pratiquent le kleptoparasitisme. Plus de 550 espèces profitent des insectes fuyant l'armée de fourmis pour se nourrir, dont plus de 300 dépendent de cette source de nourriture pour survivre.

## Dans la culture populaire

### À la télévision
- 1985 : Saison 1 de la série MacGyver, épisode no 6 : Le Monde de Trumbo (Trumbo's World).
- 2005 : Saison 2 de la série d'animation française Code Lyoko, épisode Marabounta.

### Au cinéma
- 1954 : Quand la Marabunta gronde, film américain réalisé par Byron Haskin[11].
- 1998 : Marabunta, l'invasion souterraine, téléfilm d'horreur réalisé par Jim Charleston et George Manasse.
- 2006 : La Citadelle assiégée, film documentaire franco-canadien réalisé par Philippe Calderon.
- 2008 : Indiana Jones et le Royaume du crâne de cristal, réalisé par Steven Spielberg.

### Dans la littérature
- 1959 : Tembo Tabou de la série Spirou et Fantasio d'André Franquin, Greg et Roba. Les héros font face à une attaque de fourmis rouges type marabunta.
- 1991 : Les Fourmis, roman français de Bernard Werber. Un personnage secondaire entomologiste y décrit son expérience face à une marabunta de fourmis magnans en Afrique.

### Dans le jeu
- 2024 : Marabunta est un jeu de société, édité par Space Cowboys (éditeur) et distribué par Asmodee Éditions, dans lequel 2 joueurs contrôlent deux colonies de fourmis qui s'affrontent pour une domination territoriale.